# 삼계탕
삼계탕(蔘鷄湯, 문화어: 인삼닭탕)은 한국 요리 중 하나로 닭 한 마리를 반 잘라서 인삼, 대추, 생강, 마늘 등의 재료와 함께 고아 만든다. 한국에서는 주로 삼복(초복, 중복, 말복)날에 먹는다. 삼계탕은 여름철의 대표적인 보양음식이다. 한편, 삼계탕은 계삼탕이라고도 한다. 그리고 병아리보다 조금 큰 닭을 사용한 것은 영계백숙, 반토막을 내어 넣은 것을 반계탕이라고 부른다. 백숙과 매우 비슷하다.

## 역사
삼계탕의 역사는 길지가 않으며, 복날에 삼계탕을 먹는 문화도 1960년대 이후에 와서 정착된 것으로 보인다. 과거 조선시대에서 복날에 서민들은 주로 개고기를 넣은 개장국(보신탕)을 즐겨 먹었고, 양반들은 개고기 대신 쇠고기를 넣은 육개장을 즐겨 먹었다.
단, 삼계탕의 원형으로 보는 닭백숙은 조선시대에서도 이미 존재하였다. 특히 고기가 귀했던 시절 그나마 흔한 닭고기를 이용하여 널리 이용하였던 고기 요리의 하나였다.
삼계탕의 시작은 일제강점기 시절 여러 부자집들이 닭백숙이나 닭국에 백삼가루를 넣어 만들면서 시작되었고, 이것이 1940년대 후반에 이를 식당에서 파는 경우가 늘어났고, 1950년대 전후로 계삼탕이라는 별개의 요리로 정착되었다. 처음에는 인삼가루를 사용하였으나, 1960년대 이후에 냉장고의 보급으로 인삼의 장기보존화가 가능해지면서 인삼을 말린 것을 넣는 것으로 바뀌었다. 현재의 삼계탕으로 불리게 된 것은 1960년대 즈음부터였다. 이후 현재에는 개장국을 밀어내고 복날 음식의 대표 요리가 되었다.
원래 삼계탕은 삼계탕이 아닌 계삼탕으로 불렸다.
그 뜻은 삼보다 닭이 더 중요하다는 의미로, 예전에는 닭이 몸에 좋았다고 생각했다는것을 알 수 있다.
삼계탕은 그와 반대로 닭보다 삼이 더 중요하다는 의미로, 오늘날처럼 산삼, 인삼 등을 몸에 좋은 음식으로 손꼽는 것을 보면 왜 삼계탕이라는 명창으로 불리는지 알 수 있다.

## 조리법
삼계탕의 조리법은 내장을 꺼낸 닭의 뱃속에 깨끗한 헝겊으로 싼 찹쌀·마늘·대추 등을 넣고, 물을 넉넉히 부은 냄비나 솥에 푹 삶아 고기가 충분히 익었을 때 건져낸다. 인삼을 헝겊에 싸서 국에 넣고 푹 고아 인삼의 성분이 우러나게 하여 소금으로 간을 맞추어 국물만을 마시거나, 국물에 양념한 고기를 넣어 먹기도 한다. 그러나 인삼을 찹쌀 등과 함께 섞어서 닭 속에 넣어 고면 닭 뼈에 인삼의 영양분이 스며들어 인삼의 영양분이 감소된다. 인삼 이외에도 옻나무, 엄나무, 전복 등을 넣어 먹기도 한다. 참고로 이들 중 대추는 삼계탕의 나쁜 성분을 흡수하므로 먹으면 안 된다는 말도 있는데, 사실이 아니므로 먹어도 된다.
삼계탕에 자라, 전복, 잉어 등 몸에 좋고 값비싼 재료를 넣은 "용봉탕"(龍鳳湯)이란 것도 있으며, 한 그릇에 닭을 세로로 반을 쪼개, 양을 반으로 줄인 "반계탕"(半鶏湯)도 있다.
삼계탕에 재료로 닭은 영계(軟鷄), 인삼은 6년근을 넣는 것을 정석으로 보고 있으나, 실제 많은 음식점에서는 이런 재료를 구하기가 쉽지 않고, 재료비가 비싸지기 때문에 웅추(雄隹) 나 4년근 인삼을 쓰는 경우가 많다. 실제로 4년근 인삼은 인삼의 유효 성분인 사포닌이 6년근과 큰 차이가 없으므로 문제가 없다는 의견이 있다. 일부 업체에서는 1~2년근 인삼을 쓰거나 비슷한 맛이 나는 황기로 대체하기도 한다.
인삼 등의 약재를 사용하고, 속에 재료를 일일이 채우고 오랫동안 고아서 먹는 음식이란 특성상 가격이 비싼 편으로 2010년 서울 강북 지역 기준으로 1인분당 11,000~13,000원선이 보통이다. 오랫동안 고아서 먹기 때문에 가정에서 요리하기 쉽지 않은 음식이었으나, 오늘날에는 통조림이나 레토르트 식품으로 포장되기도 하고, 닭의 속재료인 찹쌀, 대추, 인삼 등을 하나로 묶어 포장한 제품도 나와있다. 더불어 압력솥을 이용하면 조리 시간을 단축할 수 있기 때문에 오늘날에는 가정에서도 어렵지 않게 먹을 수 있는 음식이 되었다.

## 인기
삼계탕은 맛이 자극적이지 않아 외국인의 입맛에도 잘 맞기 때문에 한국을 찾는 외국인들이 선호하는 한국 요리 중 하나로 꼽고 있다. 한국의 몇몇 식품 회사들이 동남아시아에 삼계탕 전문점을 운영하기도 하고, 2014년 8월 초부터는 농림축산식품부에서 삼계탕을 미국으로 수출할 계획을 밝히기도 하였다.

## 같이 보기
- 가 떤

## 사진

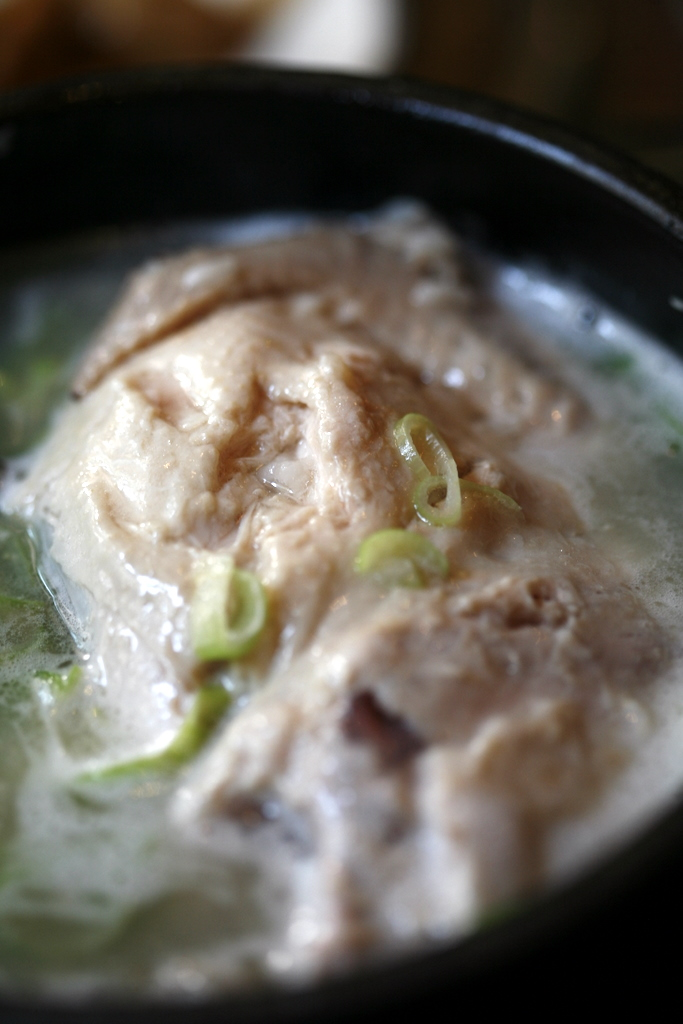
삼계탕의 모습 1.
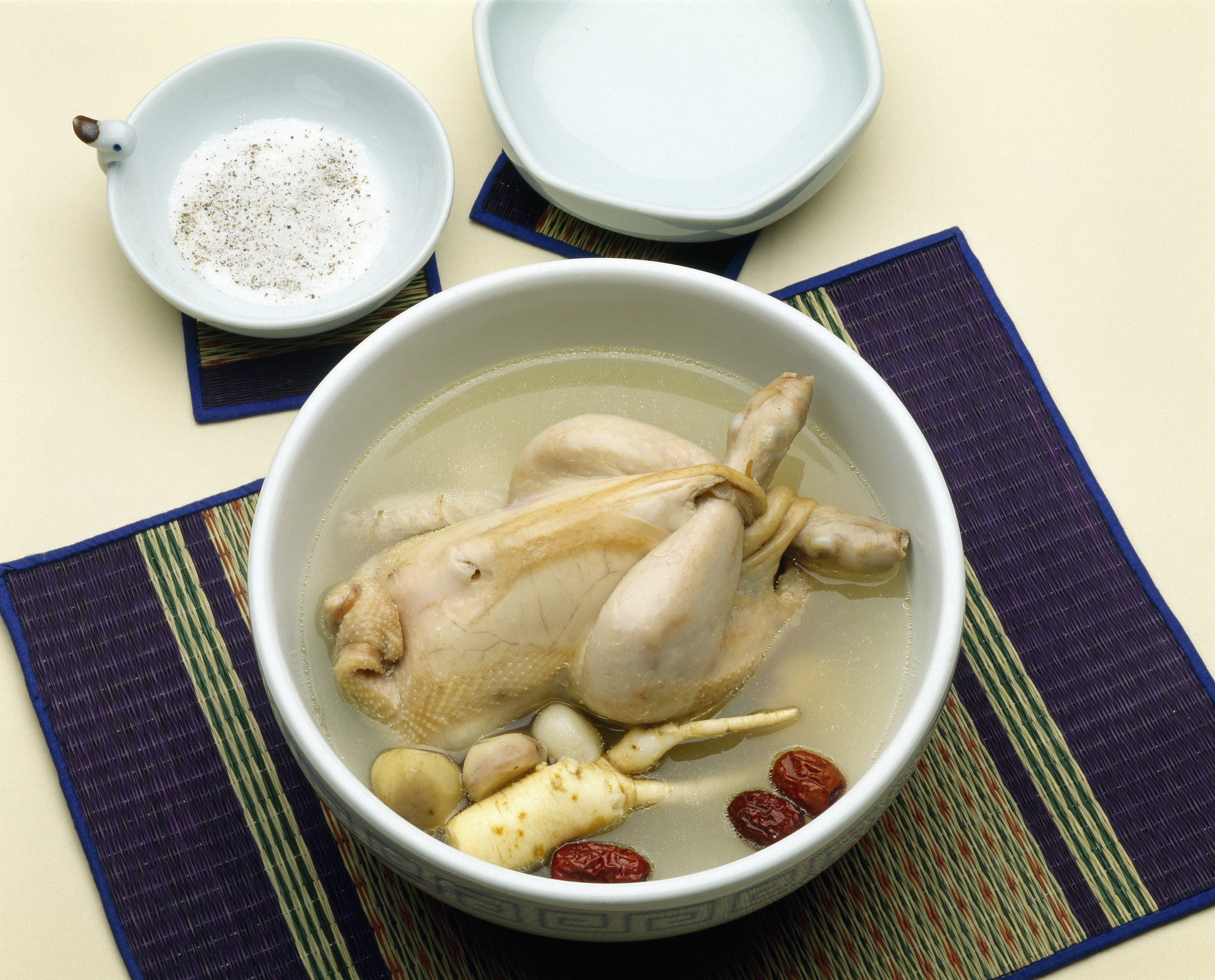
삼계탕의 모습 2.
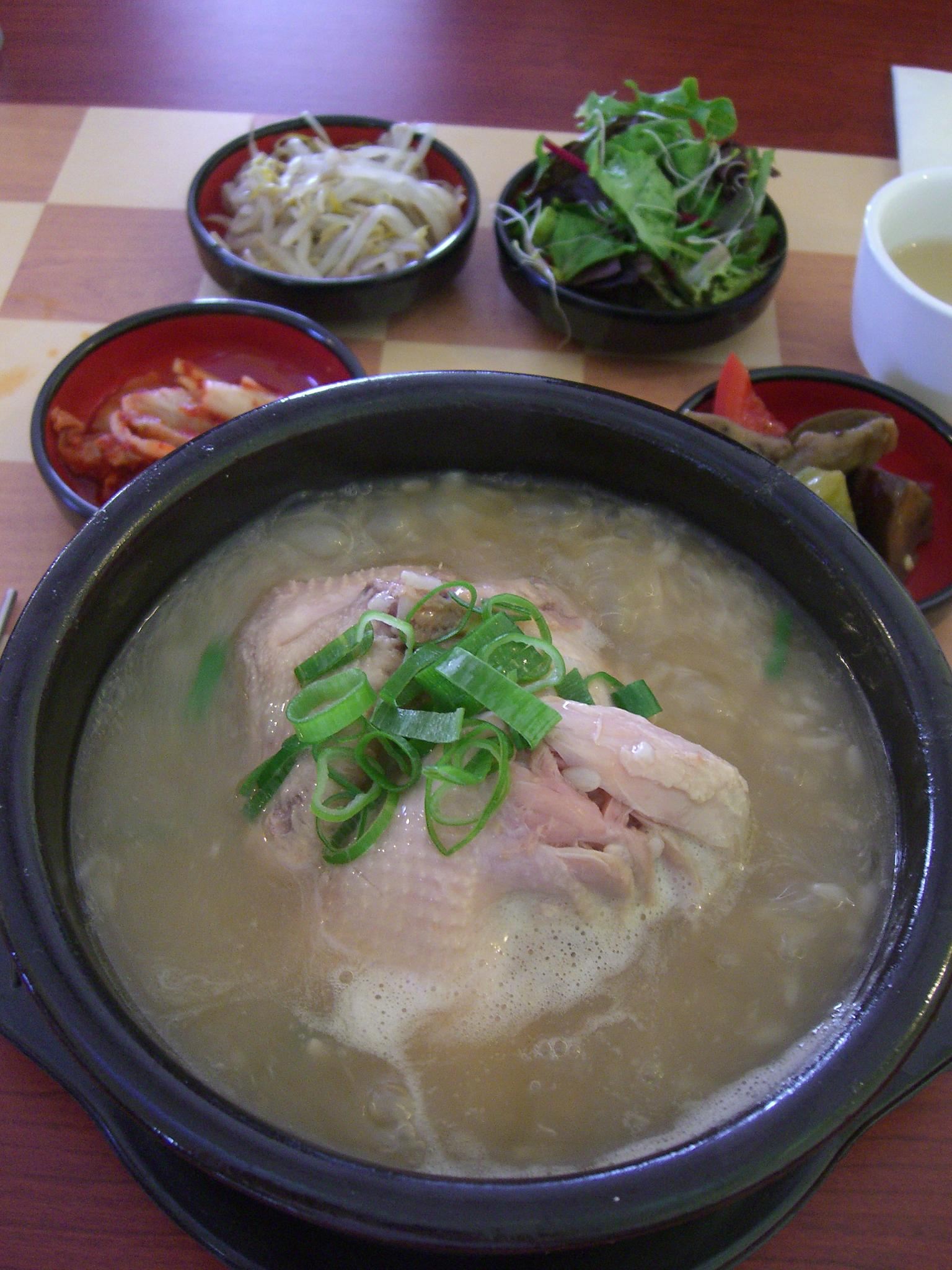
삼계탕의 모습 3.
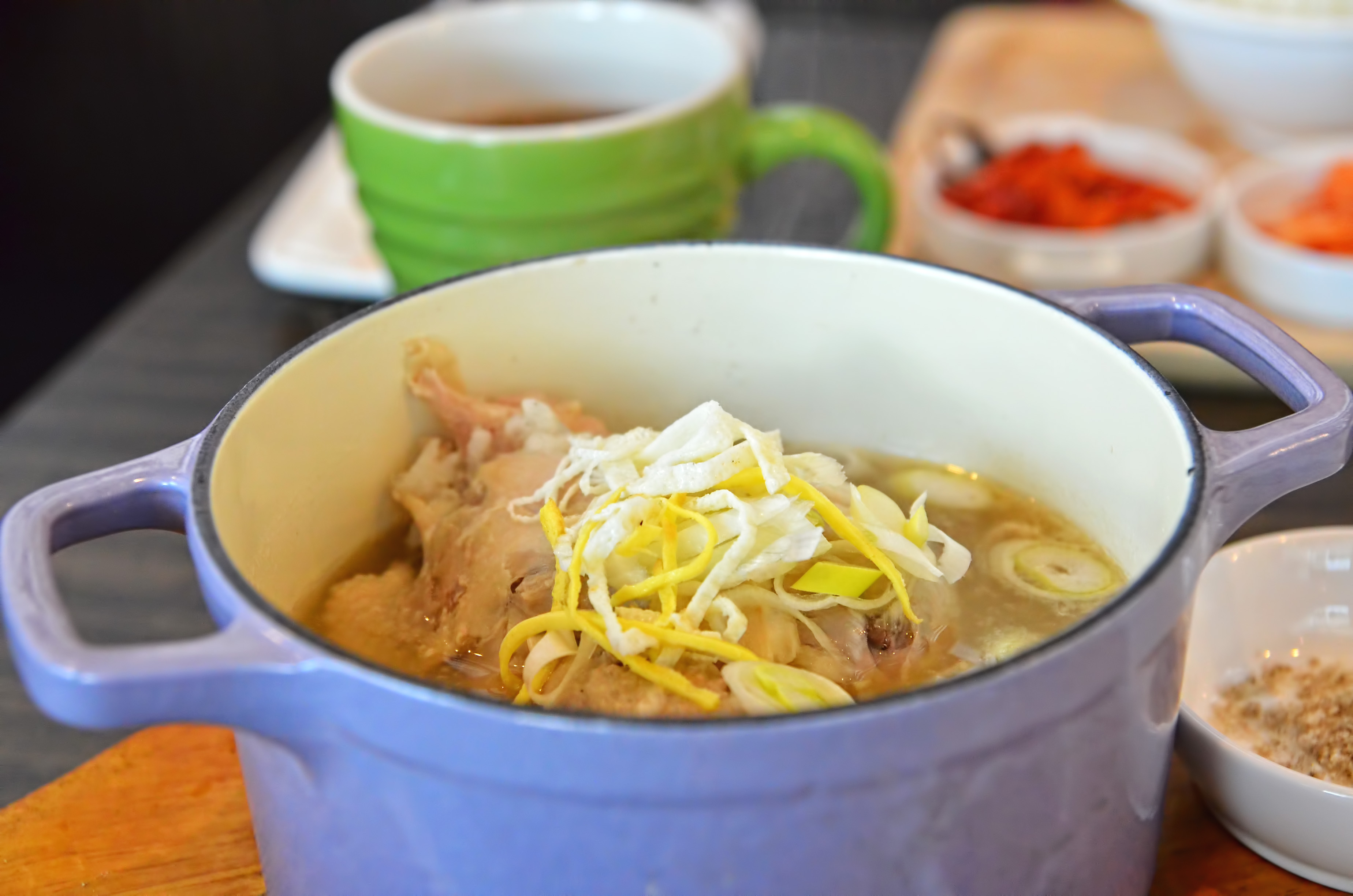
삼계탕의 모습 4.
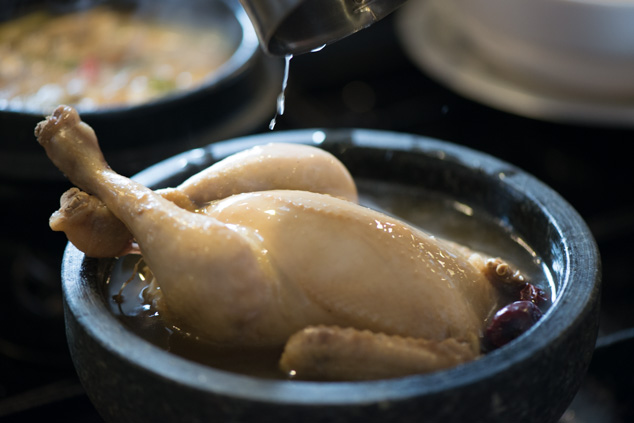
삼계탕의 모습 5.